# Eugenio Cecconi
Ne pas confondre avec l'archevêque Eugenio Cecconi (1834-1888).
Pour les articles homonymes, voir Cecconi.
Eugenio Cecconi, né le 8 septembre 1842 à Livourne et mort le 19 décembre 1903 à Florence, est un peintre italien. Il est surtout connu pour ses peintures de scènes de chasse et de la campagne italienne, mais son œuvre comprend également de nombreuses représentations de thèmes orientaux.

## Biographie

### Jeunesse
Eugenio Cecconi naît à Livourne dans une riche famille. Son père possède des terres importantes autour de Livourne, et les loyers sont utilisés non seulement pour soutenir sa grande famille, mais aussi pour aider ceux qui travaillent à l'unification de l'Italie. Pour son soutien aux rebelles, le père d'Eugenio est contraint à l'exil, se réfugiant à la campagne. Dans son enfance, Eugenio aime la nature et les animaux durant cette période et  développe une passion pour la chasse.

### Éducation et carrière
Il étudie d'abord la jurisprudence à l'Université de Pise, puis entre dans un programme d'études auprès du sculpteur Fazzi de Lucques, élève de Carlo Markò l'aîné. Il déménage à Florence pour pratiquer le droit avec Leopoldo Cempini, mais commence à suivre des cours de peinture à l'Académie sous la direction d'Enrico Pollastrini. Après la mort de son père en 1864, il abandonne le droit et se consacre à la peinture. Ses premiers travaux se  concentrent sur les portraits de clients, peints dans son atelier. Cependant, lorsque le temps est clément, il part sur les collines et peint des scènes de la campagne.
En 1866, il se porte volontaire avec d'autres artistes toscans pour combattre dans les guerres d'indépendance italienne. Après cette campagne, il ouvre un atelier à Livourne adjacent à celui d'Adolfo Belimbau. En été de cette année-là, Diego Martelli l'accueil à Castiglioncello : où il travaille aux côtés de Boldini, de Luigi Bechi et d'Abbati. En 1869, il se considère comme un peintre satisfaisant et commence à exposer certaines de ses œuvres à la Promotrice di Turin. Encouragé par des amis et d'autres peintres, il expose à nouveau en 1872 à la deuxième exposition nationale de Milan. L'exposition de 1872 marque un tournant dans sa carrière, car son travail attire l'attention du public et de la critique.
En 1873, il s'installe à Ceppato, près de Lari, peignant des scènes de chasse. Il se lie d'amitié avec Francesco Gioli et Corcos. En 1875, il se rend en Tunisie avec Belimbau. De retour en Toscane, il s'installe à Torre del Lago, le hameau qui est aujourd'hui un lieu de pèlerinage artistique en raison de la présence de la Villa de Puccini. À la suite de son séjour en Tunisie, il s'intéresse aux scènes orientales. Son expérience modifie également  ses perceptions de la couleur et de la lumière.
En 1880, il expose Cenciaiole Livornesi et expose à l'Exposition internationale de peintures modernes à la società Donatello. Entre 1881 et 1888, il expose à Florence, Rome, Milan, Bologne et Turin.
Il meurt en 1903 à Florence.

## Travail
Eugenio Cecconi travaille aux huiles, au crayon, à l'aquarelle, au tempéras, aux gravures et aussi à la fresque. Ses premières œuvres comportent des portraits et des scènes de la campagne italienne. Ses œuvres ultérieures incluent des thèmes orientaux. Il est surtout connu pour ses scènes de chasse mettant en scène des chiens de chasse.

### Sélection de peintures
- Rassemblement de chasseurs
- Maremmano Braccaiolo
- Parc des chasseurs
- Chasseurs au bord de la mer
- Chasse dans le Fucecchio Padule
- Rendez-vous de chasse
- Mort du cerf
- Chiens de chasse
- Sanglier
- Cenciaiole Livornesi 1880
- Paysage hivernal, 1885
- Visage d'une femme arabe

### Galerie

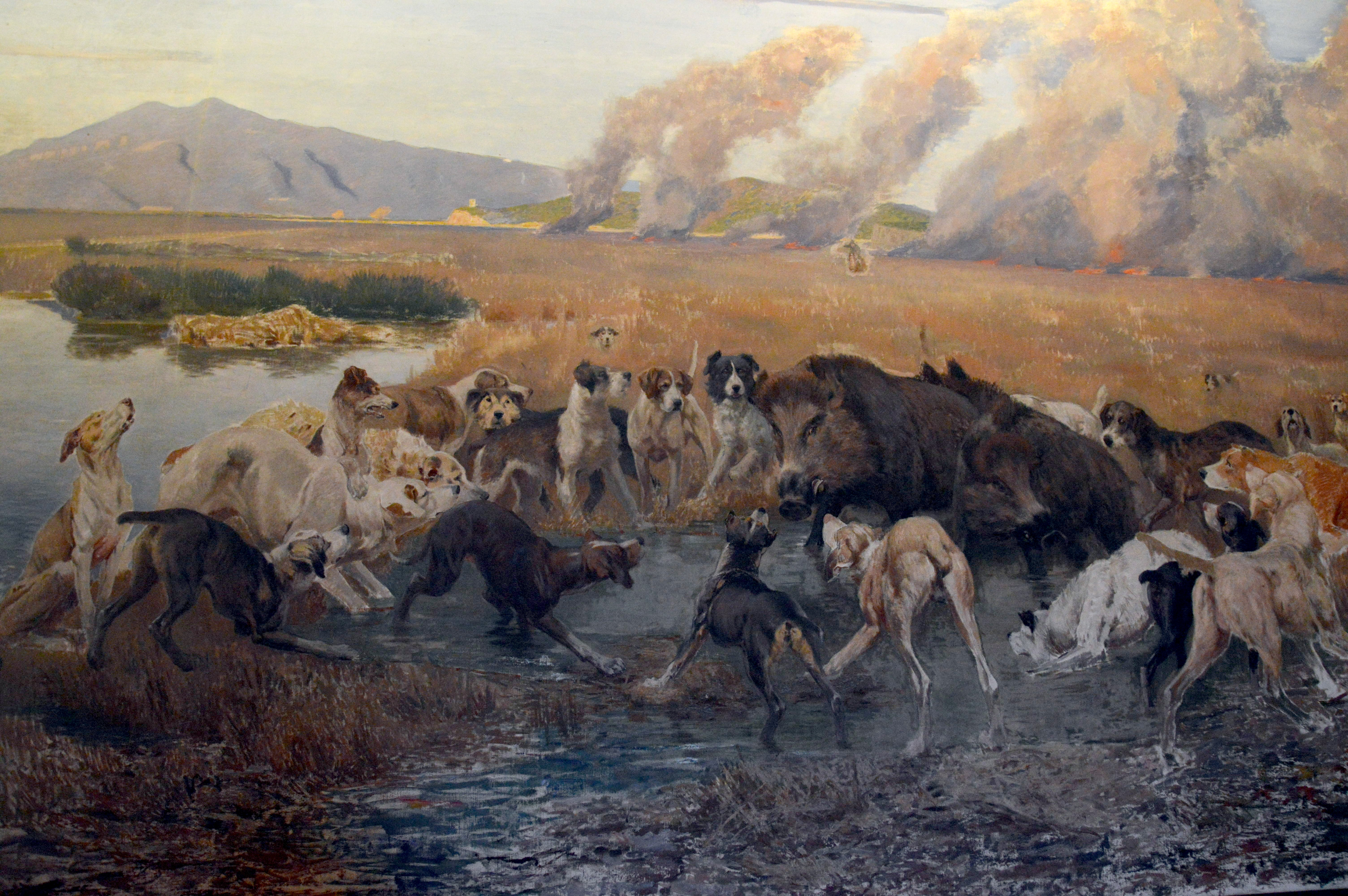
La Caccia al Cinghiale nel Padule di Burano (détail)
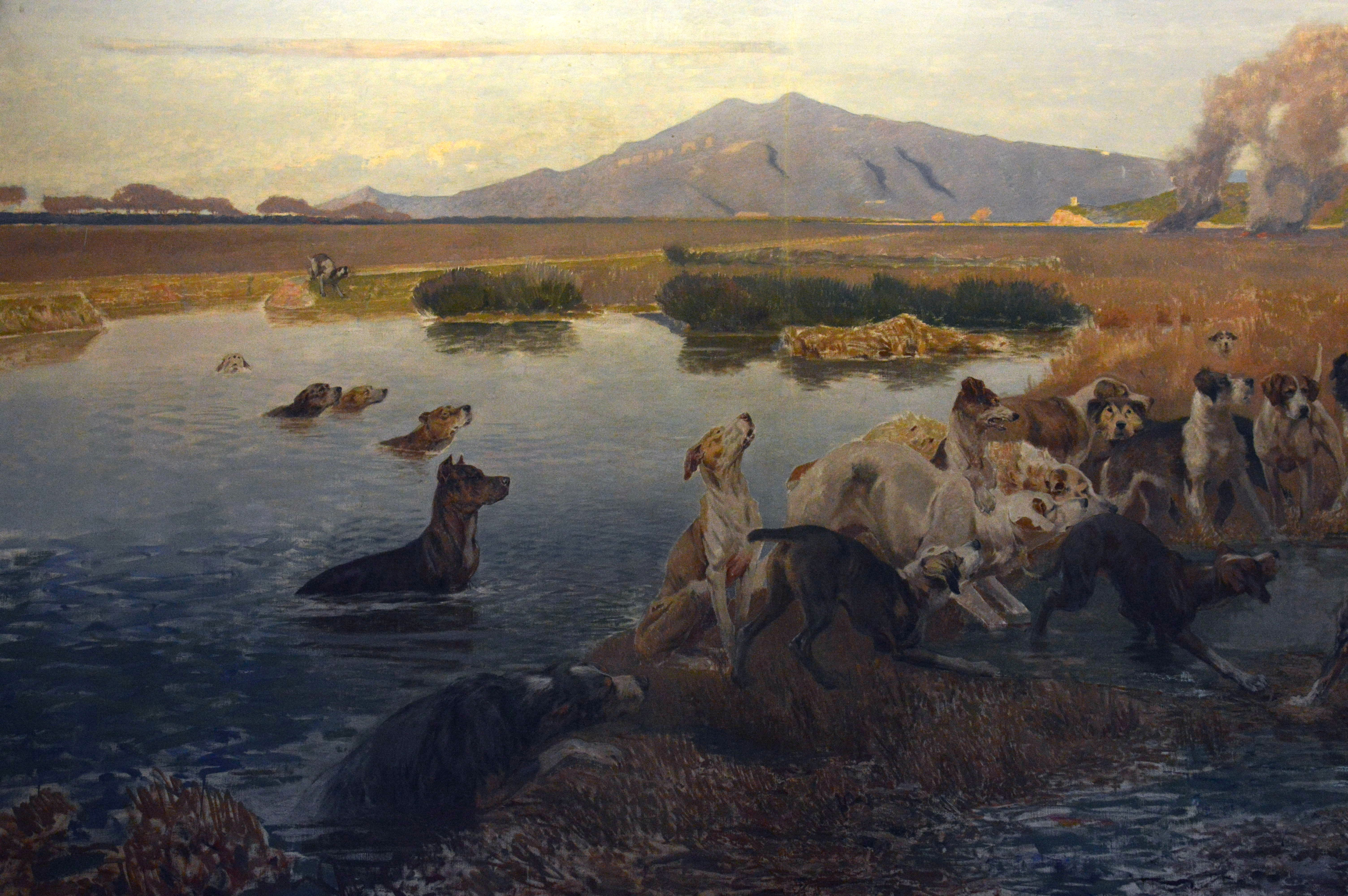
La Caccia al Cinghiale nel Padule di Burano (détail)